# Polittico di Sant'Agostino (Perugino)
Il Polittico di Sant'Agostino  è un dipinto a olio su tavola di Pietro Perugino, databile a due fasi, una dal 1502 al 1512 circa e una dal 1513 al 1523 circa, conservato nella maggior parte degli scomparti alla Galleria Nazionale dell'Umbria a Perugia.

## Storia
Il polittico era originariamente destinato alla chiesa di Sant'Agostino di Perugia ed è considerabile l'ultima grandiosa opera dell'artista prima della produzione tarda, destinata a centri più provinciali. Il polittico venne dipinto probabilmente in due fasi, una dal 1502 al 1512 che investe gli anni dell'apogeo e della crisi che lo allontanò dai grandi centri artistici dopo il 1508; una seconda legata agli ultimi anni della sua vita, dal 1520 circa alla morte. L'opera viene spesso indicata come pietra di paragone per la rivalutazione e datazione di alcune opere della fase tarda.
Venne smembrato con le soppressioni napoleoniche.

## Descrizione e stile
Il polittico era racchiuso in una grande macchina architettonica di gusto estremamente moderno, realizzata da Mattia di Tommaso da Reggio e comprendeva almeno ventotto/trenta pannelli, distribuiti su entrambi i lati. Via via che il pittore ne terminava alcuni, essi venivano installati montando in fasi successive la cornice, a partire dalla scatola delle predelle, che facevano da base, seguendo poi con colonne attorno ai pannelli principali, con una trabeazione, una cimasa e dei montanti laterali.

### Prima fase
Alla prima fase vengono in genere datati i dipinti destinati alla faccia verso la navata, che comprendono:
- Battesimo di Cristo, 261x146 cm, Perugia, Galleria Nazionale dell'Umbria;
- Santi Filippo e Agostino, 173x91 cm, Tolosa, Musée des Augustins;
- Santi Ercolano e Giacomo Maggiore, 173x91 cm, Lione, Musée des Beaux-Arts
- Angelo annunciante, diametro 102 cm, Perugia, Galleria Nazionale dell'Umbria;
- Vergine annunciata, perduto;
- Adorazione dei Magi, 39,5x85 cm, Perugia, Galleria Nazionale dell'Umbria;
- Predica del Battista, 39,5x84 cm, Perugia, Galleria Nazionale dell'Umbria;
- Nozze di Cana, 39,5x84,5 cm, Perugia, Galleria Nazionale dell'Umbria;
- Presentazione di Gesù al Tempio, 39,5x83,5 cm, Perugia, Galleria Nazionale dell'Umbria.

La predella venne eseguita da aiuti di bottega su disegno del maestro, incalzato dall'improrogabile consegna richiesta dai frati. Le opere della prima fase sono caratterizzate da un disegno molto sottile e preciso, fatto probabilmente con una punta d'argento, spesso visibile solo tramite la riflettografia all'infrarosso; il colore è corposo e spesso, i dettagli rappresentati nitidi e con meticolosità. La luce proviene per tutte le tavole da una medesima fonte, collocata a sinistra, che determina l'inclinazione delle ombre. Il Battesimo è un'opera di grande qualità, dove sebbene la composizione non sia nuova (usata già ad esempio nella predella della Pala dell'Annunziata), con gli angeli simmetrici usati in numerose opere dalla Madonna della Consolazione in poi, l'insieme è riscattato dalla delicatezza del paesaggio che sfuma in lontananza e dai colori tenui e soffusi, molto chiari, che danno corpo a forme di calibrata eleganza, soprattutto il Cristo, dal corpo seminudo dalla fisionomia apollinea. Nei santi laterali grande attenzione è affidata alla descrizione dei fiori e delle erbette sul prato e i santi, sebbene in pose convenzionali, hanno un disegno sicuro e preciso.

### Seconda fase
A partire dal 1513-1523 venne avviato il lato posteriore, rivolto al coro dei frati, composto da numerosi scomparti che vennero consegnati a intervalli più o meno regolari fino alla morte.
Al centro si trovava l'Adorazione dei pastori, affiancata da due coppie di santi e con un registro superiore con due santi, dalle forme rimaneggiate. Inoltre nella seconda fase vennero forniti i pannelli per le cimase, l'Eterno benedicente verso la navata e la Pietà verso il coro, quest'ultima facente un tempo parte di una medesima tavola, poi divisa, coi tondi ai lati dei profeti David e Daniele.
Riassumendo le tavole della seconda fase erano:
- Adorazione dei pastori, 263x147 cm, Perugia, Galleria Nazionale dell'Umbria
- Santi Irene e Sebastiano, 189x95 cm, Grenoble, Musée de Grenoble;
- Santi Girolamo e Maria Maddalena, 174x95 cm, Perugia, Galleria Nazionale dell'Umbria;
- Santo giovane con spada (San Giuliano?), diametro 102 cm, Parigi, Musée du Louvre;
- San Bartolomeo, 89,5x74,8 cm, Birmingham, Birmingham Museum & Art Gallery;
- Eterno benedicente, 145x140 cm, Perugia, Galleria Nazionale dell'Umbria;
- Pietà, 144x152 cm, Perugia, Galleria Nazionale dell'Umbria;
- David, diametro 61 cm, Perugia, Galleria Nazionale dell'Umbria;
- Daniele, diametro 61 cm, Perugia, Galleria Nazionale dell'Umbria.

Le tavole di questa fase, ad eccezione dei due profeti dipinti a tempera più che altro come elementi puramente decorativi, sono caratterizzate da un disegno steso col pennello e il colore, velato di trasparenze, anziché coprirlo lo lascia intravedere per determinare il contorno delle figure: la velocità della tecnica confermano la grande sicurezza e maestria raggiunte dall'artista ormai anziano. Gli sfondi paesistici sono estremamente semplificati, senza prati fioriti in primo piano, privilegiando al contempo la centralità delle figure, evitando qualsiasi distrazione. Esse spiccano quindi solenni e monumentali, con un gusto classicista che Perugino sembra aver assimilato da Raffaello, già suo allievo.

## Possibile ricostruzione
|  |  |  |
|  |  |  |
|  |  |  |
|  |  |  |
|  |  |  |

Recto
|  |  |  |
|  |  |  |
|  |  |  |

Verso